# Nebeur
Nebeur (àrab: نبر, Nabur) és una ciutat de Tunísia, al nord de la governació del Kef, situada uns 18 km al nord-est de la ciutat de Le Kef. A uns 5 km té l'embassament de Mellègue, que recull les aigües del riu Mellègue. Una carretera porta fins a la resclosa. A 5 km al nord es troba Sidi Khaiar i a 5 km al sud Ain El Mghasel. La ciutat té uns 6000 habitants i és capçalera d'una delegació amb 31.640 habitants al cens del 2004.

## Administració
És el centre de la delegació o mutamadiyya homònima, amb codi geogràfic 23 53 (ISO 3166-2:TN-12), dividida en tretze sectors o imades:
- Nebeur (23 53 51)
- Sarkaouna (23 53 52)
- Tel El Ghozlane (23 53 53)
- Sidi Khiar (23 53 54)
- Mellala (23 53 55)
- Ledhieb (23 53 56)
- Touiref (23 53 57)
- Mellègue (23 53 58)
- Bahra (23 53 59)
- Sidi Medien (23 53 60)
- El Ksar (23 53 61)
- Chetatla (23 53 62)
- Oueljet Essedra (23 53 63)

Al mateix temps, forma una municipalitat o baladiyya (codi geogràfic 23 12).